# Melissa Sheehy-Richard
Pour les articles homonymes, voir Sheehy.
Melissa Sheehy-Richard est une femme politique canadienne.
Elle représente la circonscription de Hants-Ouest à l'Assemblée législative de la Nouvelle-Écosse depuis les élections de 2021. Elle fait partie du caucus progressiste-conservateur.